# Mesophyllum ectocarpon
Mesophyllum ectocarpon (Foslie) Adey  é o nome botânico  de uma espécie de algas vermelhas  pluricelulares do gênero Mesophyllum, subfamília Melobesioideae.
- São algas marinhas encontradas na Mauritânia, Senegal, Ilhas Canárias e Cabo Verde.

## Sinonímia
- Não apresenta sinônimos.